# Trama (narratología)

Una representación visual escrita en ruso que muestra el modelo utilizado en la ficción narrativa que divide una historia en tres actos.

La trama es un orden cronológico de los diversos acontecimientos presentados por un autor o narrador a un lector. La trama se diferencia del argumento en que esta busca establecer conexiones causadas entre los distintos elementos de la narración, y no solamente describir una simple sucesión de una secuencia de acontecimientos, los acontecimientos secundarios o complementarios suelen ser denominados subtramas o tramas secundarias.

## Definición
Por un lado, trama se define como la disposición interna en que se relacionan o se corresponden las partes de un asunto, así como la trama y la urdimbre se entrecruzan en un tejido.
Aristóteles definía la trama como «el principio fundamental de la tragedia» y «la imitación de la acción», y formuló la teoría de la «trama unificada»: esta es una trama con planteamiento, nudo y desenlace, cuyas partes tienen funciones independientes, pero también contribuyen al tono narrativo. En esta trama, los elementos están tan conectados que la eliminación de cualquiera de ellos reformaría el todo. El fin de la trama, la resolución, suele precipitarse debido a una catástrofe.
Siempre comienza con un problema, que complica la historia que se va a desarrollar. Si no existe tal complicación, no hay trama. El problema que motiva la trama crea tensión narrativa. Esta tensión aumenta a medida que se desarrolla la historia. La trama comienza y se divide en varios capítulos.
Al final de la trama, encontramos una acción transformadora que conduce al punto culminante de la historia.

## División clásica de la trama final

### Introducción
Es la escritura inicial, donde formalmente se da a conocer el ambiente en el que sucederá la historia, se suelen detallar las características de los personajes principales (que puede incluir su pasado, presente, actitudes, psicología, etc.), las características del lugar (no siempre se define exactamente o quizás no se menciona en absoluto), el tiempo y el comienzo de la historia. En este punto los personajes empiezan a desarrollar el problema que conducirá al clímax de la historia.

### Desarrollo, complicación, nudo o conflicto
Es el desarrollo del contenido de la historia, durante el cual se desencadena la acción que lleva a la resolución final o desenlace.

### Desenlace final
Es el final de la trama, donde el conflicto se resuelve o finaliza.

## Tipos de trama
Existen distintos tipos de tramas: narrativa, descriptiva, argumentativa, dialogal y explicativa-expositiva

### Tramas de resolución
Terminan cuando se soluciona un problema, se cura a un enfermo o se encuentra lo que se buscaba. Responden a carencias de salud o también de algún problema

### Tramas de revelación
Terminan cuando se encuentra la solución al conflicto principal.
Cuando se discute de arte, tanto en forma de libros, música, arte visual, videojuegos, o películas, trata de proporcionar un resumen completo de ese trabajo creativo y de su lugar en la enorme esfera de la actividad humana.

### Subtrama
La subtrama es un tipo de trama que sirve para complementar las historias principales.